# Torneo de Acapulco 2022
El Abierto Mexicano Telcel 2022 fue un evento de tenis profesional de la categoría ATP 500 que se jugó en pistas duras. Se trató de la 29.a edición del torneo que formó parte del ATP Tour 2022. Se disputó en Acapulco de Juárez, Guerrero, México, del 21 al 26 de febrero de 2022 en el Princess Mundo Imperial.

## Distribución de puntos
| Modalidad            | Campeón | Finalista | Semifinales | Cuartos de final | 2.ª ronda | 1.ª ronda | Clasificados | 2.ª ronda de clasificación | 1.ª ronda de clasificación |
| Individual masculino | 500     | 330       | 200         | 100              | 50        | 0         | 25           | 13                         | 0                          |
| Dobles masculino     | 500     | 300       | 180         | 90               | –         | –         | 45           | 25                         | 0                          |

## Cabezas de serie

### Individuales masculino
| Tenista            | Ranking | Preclasificado |
| Daniil Medvédev    | 2       | 1              |
| Alexander Zverev   | 3       | 2              |
| Stefanos Tsitsipas | 4       | 3              |
| Rafael Nadal       | 5       | 4              |
| Matteo Berrettini  | 6       | 5              |
| Cameron Norrie     | 13      | 6              |
| Taylor Fritz       | 17      | 7              |
| Pablo Carreño      | 18      | 8              |

- Ranking del 14 de febrero de 2022.[2]

### Dobles masculino
| Tenistas                           | Ranking | Preclasificado |
| Marcel Granollers Horacio Zeballos | 13      | 1              |
| Juan Sebastián Cabal Robert Farah  | 22      | 2              |
| Jamie Murray Bruno Soares          | 38      | 3              |
| Marcelo Arévalo Jean-Julien Rojer  | 63      | 4              |

## Campeones

### Individual masculino
Rafael Nadal venció a  Cameron Norrie por 6-4, 6-4

### Dobles masculino
Feliciano López /  Stefanos Tsitsipas vencieron a  Marcelo Arévalo /  Jean-Julien Rojer por 7-5, 6-4